# Aue-Bad Schlema
Aue-Bad Schlema – miasto w Niemczech, w kraju związkowym Saksonia, w powiecie Erzgebirgskreis. Powstało 1 stycznia 2019 z połączenia miasta Aue z gminą Bad Schlema. Liczy 20 519 mieszkańców (31 grudnia 2018). Największe miasto powiatu.

## Geografia
Sąsiednie gminy: Hartenstein, Langenweißbach w powiecie Zwickau, Bockau, Lauter-Bernsbach, Lößnitz, Schneeberg oraz Zschorlau.

## Podział administracyjny
Ortsteile:
- Alberoda
- Aue
- Bad Schlema
- Wildbach